# Richard Tüngel
Richard Tüngel (* 1. Oktober 1893 in Hamburg; † 9. März 1970 in Ahrensburg) war ein deutscher Journalist, Publizist und Autor, der nach dem Ende des Nationalsozialismus  Mitbegründer und Chefredakteur der Wochenzeitung Die Zeit war.

## Leben
Richard Tüngel war der Sohn eines bedeutenden Hamburger Arztes. Nach seinem Architekturstudium trat Tüngel in die Dienste der Freien und Hansestadt Hamburg ein und avancierte zum Baurat. 1933 wurde er von den Nationalsozialisten aus seinem Amt als Baudirektor entlassen. Er ging nach Berlin, wo er versuchte, sich bis 1945 als Übersetzer und Schriftsteller durchzuschlagen; so übersetzte er beispielsweise die Erinnerungen von Igor Stravinsky. Er arbeitete in der Berliner Zeit auch als Verlagslektor im „Atlantis Verlag“.
Unmittelbar nach dem Krieg war Tüngel gemeinsam mit Gerd Bucerius, Lovis H. Lorenz und Ewald Schmidt di Simoni Mitbegründer der Wochenzeitung Die Zeit. Zunächst wurde er Feuilletonchef und bereits wenige Monate später wegen Ernst Samhabers Berufsverbot der zweite Chefredakteur in der Geschichte der Zeitung. Tüngel bezeichnete Robert Kempner, einen Vertreter der Anklage in den Nürnberger Prozessen, als „Menschenjäger“, der den 1951 verstorbenen ehemaligen Staatssekretär im Auswärtigen Amt Ernst von Weizsäcker „in den Tod gehetzt habe“. Weiter titulierte er Kempner als „Schädling“, dem „das Handwerk gelegt werden“ müsse. 1955 kam es zu einer Redaktionskrise bei der Zeit. Tüngel hatte einen Text des NS-Staatsrechtslehrers Carl Schmitt veröffentlicht, worauf Marion Gräfin Dönhoff aus Protest nach zehn Jahren Mitarbeit die Redaktion verließ. Dönhoff war schon längere Zeit darüber verärgert, dass Tüngel „seit einigen Jahren bei Schmitt ein- und ausgeht“ und machte schon früh klar: „Wenn der Kerl jemals in der ZEIT schreiben sollte, bin ich am nächsten Tag weg“. Kurz darauf versuchte Tüngel den Chef vom Dienst Josef Müller-Marein zu entlassen, nachdem dieser in einem Artikel den amerikanischen Politiker Joseph McCarthy für dessen Kommunistenverfolgung scharf kritisiert hatte. Nach diesen Vorkommnissen wurde Tüngel entlassen, was gleichzeitig eine Entscheidung über die politische Linie der Zeitung darstellte.
Von seinem Nachfolger Müller-Marein wurde Tüngel als „hilfsbereit und unbequem“, „genialisch, der personifizierte Widerspruch und eine Künstlernatur“ beschrieben. Ralf Dahrendorf stufte in seiner Bucerius-Biographie den Kurs der Zeit unter Tüngel als „weiter rechts als die CDU“ ein. Die jahrelangen Auseinandersetzungen zwischen Bucerius und seinen Mitgründern endeten 1956 damit, dass Tüngel auch seine Funktion als Gesellschafter aufgab. 1957 erhielt er 1 Million Mark als Abfindung.
1958 veröffentlichte er gemeinsam mit dem Journalisten und früheren SS-Mitglied Hans Rudolf Berndorff das Buch Auf dem Bauche sollst du kriechen… Deutschland unter den Besatzungsmächten. Das Buch erschien 2004 als Neuauflage unter dem Titel Stunde Null. Deutschland unter den Besatzungsmächten im Verlag Matthes & Seitz Berlin.